# Bradysia subscabricornis
Bradysia subscabricornis är en tvåvingeart som beskrevs av Werner Mohrig och Menzel 1990. Bradysia subscabricornis ingår i släktet Bradysia och familjen sorgmyggor. Arten är reproducerande i Sverige. Inga underarter finns listade i Catalogue of Life.